# Le Sequestre
Le Sequestre is een gemeente in het Franse departement Tarn (regio Occitanie) en telt 1336 inwoners (1999). De plaats maakt deel uit van het arrondissement Albi.

## Geografie
De oppervlakte van Le Sequestre bedraagt 5,4 km², de bevolkingsdichtheid is 247,4 inwoners per km².

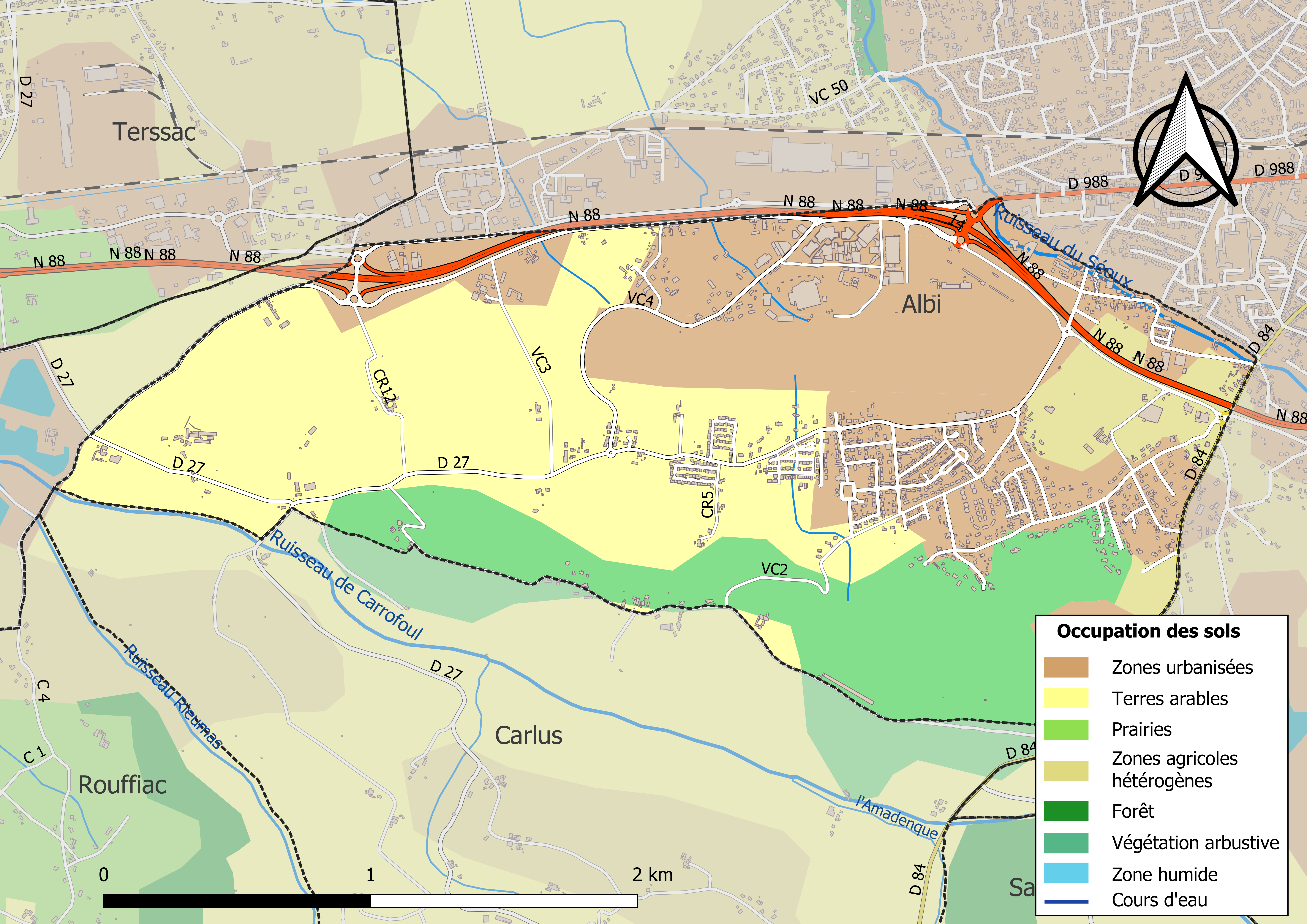
Kaart van de gemeente met de belangrijkste infrastructuur, bodemgebruik en omliggende gemeenten

Het vliegveld Albi - Le Sequestre [LBI/LFCI] bevindt zich geheel op het grondgebied van deze gemeente.

## Demografie
Onderstaande figuur toont het verloop van het inwonertal (bron: INSEE-tellingen).
1. ↑  Populations de référence 2022.